# 法律
法律（ほうりつ、英: canon, enactment, legislation, statute、独: Gesetz、仏: loi、羅: lex）とは、国家や連邦国家の構成単位の議会の議決によって、あるいは、統治者ないし国家によって制定される、主に国民の自由と財産を制限する実定法規範である。法源の一種。

## 一般的意義

### 形式的意味の法律
近代以降における法律は、議会の議決を経て制定される。この点に着目して、法律を憲法・命令等の他の法形式と区別するとき、それを形式的意味の法律と呼ぶ。

### 実質的意味の法律
実質的意味の法律の意義（法律の実質的意味）としては、主に以下の立場がある。
- 19世紀の立憲君主制の時代においては、君主が法律を制定する権限のうち、国民の「自由と財産」を制限する法律の制定権限のみを議会に移した事情から、「自由と財産に関する一般的・抽象的な法規範」と限定的に理解された（法規の伝統的理解）。この立場は、ドイツ立憲君主制憲法下における君主と国民（議会）の間の妥協の産物であり、大日本帝国憲法下において主流の立場であった。
- 国民主権の観念が広く認められる現代においては、「自由と財産に関する」という限定を付さずに、一般的・抽象的な法規範とみなす立場が多く見られる。この立場はそのようにみなすことで、法律の一般性（不特定多数の個人・事件に対する、平等な法の適用）が担保され、法治主義に適うと考える（法規の現代的理解の一つ）。たとえば日本国憲法下における実質的意味の法律は、一般的・抽象的な法規範を指すとされる。
- 実質的意味の法律の所管事項を憲法で規定している例もある。フランス第五共和国憲法下では、法律の所管事項が狭く限定されているため、議会の権限が狭く、政府が議会のコントロールを受けずに活動できる余地が大きい。

## 日本における立法過程

### 法形式

#### 大日本帝国憲法下における法律
大日本帝国憲法下では、法律は、国民を縛る定めであり、帝国議会の議決を経て天皇の裁可によって成立する法形式であった（大日本帝国憲法第5条、第6条）。
大日本帝国憲法第5条の「立法権」が立法するのは、形式的意味の法律であるか、実質的意味の法律であるかが争われた。
天皇は、帝国議会が議決した法律を、場合によっては拒否することも可能であったため、裏を返せば、帝国憲法第6条は、帝国議会に対する拒否権でもあった。だが、実際のところ、帝国憲法の運用において、天皇が帝国議会が議決した法律案を拒否することは全くなく、帝国憲法第6条で定められた、天皇の法律への裁可は、事実上、形式的・儀礼的な行為であった。
国家の行政機関に関する定め等は、人民の権利義務に関する法規範ではない（前述の「法規」概念にあてはまらない）という理解の下で、勅令により定められた（大日本帝国憲法第10条、内閣官制など）。

#### 日本国憲法下における法律
現行の日本国憲法下では、法律は『(社会)契約』であり、「この憲法に特別の定のある場合」を除き、「全国民を代表する選挙された議員」（憲法第43条）で組織された「国の唯一の立法機関」（憲法第41条）たる国会の「両議院で可決」（憲法第59条第1項）されることによって成立する法形式である。
「この憲法に特別の定のある場合」には、衆議院の優越が認められる場合（憲法第59条第2項）、参議院の緊急集会における可決の場合（憲法第54条第2項・第3項）がある。
また、一の地方公共団体のみに適用する特別法の場合には、住民投票による住民の同意が必要とされる（憲法第95条）。一の地方公共団体ののみに適用する特別法の場合を除き、可決された時点で、法律は成立する（判例）。
法律の形式的効力は、「国の最高法規」たる憲法より下位であり（憲法第98条）、政令、内閣官房令、内閣府令、デジタル庁令、復興庁令、省令、外局の規則及び庁令、議院規則、最高裁判所規則、地方公共団体の条例、地方公共団体の規則等より上位である。
裁判所に、法律が憲法に適合するか否か審査する権限が与えられている（違憲審査権、憲法第81条・判例）。

### 法律を制定する手続

#### 発案・提出による種類
現行憲法下において法律を発案・提出する手続には、以下の三つがある。
1. 議員による法律案
2. 委員会による法律案
3. 内閣による法律案

1・2の場合のように、議員または委員会が提出した法律案によって行われる立法は、俗に議員立法と呼ばれる。そのようにして成立した法律が、議員立法と呼ばれることもある。
議員立法に資するため、両院に議院法制局（国会法第131条。衆議院法制局・参議院法制局）が置かれている。
他に、議員の調査研究・職務を助けるための制度として、国立国会図書館（国会法第130条、国立国会図書館法）、議員秘書（国会法第132条）、議員会館（国会法第132条の2）がある。

##### 議員による法律案
議員による法律案の提出について、国会法は、議員が法律案を「発議」するためには、賛成者を要するとしている。

##### 委員会による法律案
両議院におかれた委員会が立案し、委員長名で提出される委員会提出法律案による場合。

##### 内閣による法律案

###### 内閣の法律案提出権に対する認否
内閣法第5条は、内閣の法律案提出権を認めている。ただし、内閣に法律案提出権が認められるか否かは、憲法上、明示的規定がないために問題となる。この問題については、以下の立場がある。
1. 国会が「国の唯一の立法機関」であることを理由に、否定する立場。
これに対しては、「唯一の立法機関」とは、国会のみの判断で法律を制定することを意味し、判断過程において内閣が意見を述べることを禁止する趣旨ではない、という反論がある。
2. 憲法第72条前段の「議案」に法律案が含まれると解釈して、肯定する立場。
これに対しては、憲法第72条前段は、内閣が提出する権限を持つ議案について、総理大臣が代表することを定めたものであり、内閣に議案提出権を認めた規定ではない、という反論がある。
3. 日本国憲法は、議院内閣制を採用しており、国会と内閣の協働が予定されているとみなし、肯定する立場。
これに対しては、議院内閣制においては内閣が法律案を提出する権限を持つのが通例であるとは言えない、という反論がある。
4. 内閣の法律案提出権を否定しても、議員たる国務大臣が、議員の資格で発議しうるから、実質的には肯定することと変わりがないとする立場。
これに対しては、国務大臣が議員の資格で提出する場合には、国会法第56条の制限があるため、国務大臣全員の署名があっても法律案を提出できない場合があるので、変わりがないとは言えない、という反論がある。
5. 国会を拘束する意味での法律案提出権は、認められないが、国会が法律により自己拘束することは、議員による提案の制限と同様に、憲法は禁じていないと考える立場。

###### 発案から公布までの流れ
多くの法律は、内閣の発案によって成立している。その場合には、一般に以下のような過程を経る（以下では、内閣法制局の説明 を要約し、必要に応じて補足した）。その進行は「タコ部屋」と呼ばれる法案準備室が中心となる。
1. 各主管官庁が、新たに法律を制定したり、既存の法律を改廃したりする、法律案の原案（第一次案）を作成する。
2. 第一次案を基に、関係省庁や与党との意見調整が行われる。必要に応じて、審議会に対する諮問や、公聴会における意見聴取等を経る。
3. 1・2 を経て、法律案提出の見通しがついた場合には、主管官庁が法文化の作業を行う（法律案の原案を作成する）。
4. 3 で作成された法律案の原案について、内閣法制局による予備審査が行われる（本来は、内閣法制局での審査は、5 の手続を経た閣議請議案に対して行われるはずである。しかし、現状では「閣議請議案は、内閣法制局の予備審査を経た法律案に基づいて」行われる）。
5. 4 を経た段階で、主任の国務大臣が内閣総理大臣に対し、法律案の国会提出について閣議請議の手続を行う。これを受け付けた内閣官房は、内閣法制局に対して閣議請議案を送付する。
6. 内閣法制局は、予備審査の結果とも照らし合わせつつ、最終的な審査を行い、必要があれば修正をし、内閣官房に回付する。
7. 6 の審査を経た法律案について、内閣法制局長官が、閣議の席上で概要の説明を行う。異議なく閣議決定が行われた場合には、内閣総理大臣は、その法律案を国会（衆議院または参議院）に提出する。
8. 法律案を提出された議院の議長は、法律案を適当な委員会に付託する。委員会では、主として法律案に対する質疑・応答の形で審議が行われる。委員会での審議が終了すれば、本会議に審議が移行する。法律案が提出された議院において、委員会及び本会議の表決の手続を経て可決されると、その法律案は、他の議院に送付される。送付を受けた議院においても、委員会及び本会議の審議、表決の手続が行われる。
9. 両院で可決すれば、提出された法律案は、「法律となる」（憲法第59条第1項。憲法に特別の規定がある場合（憲法第59条第2項、第95条）を除く）。
10. 法律が成立した後議院の議長から内閣を経由して、奏上される。
11. 奏上された日から30日以内に、天皇が内閣の助言と承認に基づいて公布する（憲法第7条第1号、国会法第66条）。公布は、（公布のための）閣議決定を経た上で、官報に掲載されることによって行われる。公布される法律には、法律番号が付けられ、主任の国務大臣の署名及び内閣総理大臣の連署（憲法第74条）がなされる。

#### 法律の発効（施行）
法律は、法律の成立後、後議院の議長から内閣を経由して奏上された日から30日以内に公布されなければならない。また、法律の公布に当たっては、公布のための閣議決定を経た上、官報に掲載されることによって行われる。公布は、法律が現実に発効（施行）するための要件であり、公布によって国民を拘束する力が生じるのではない。
公布された法律がいつから施行されるかについては、通常、公布される法律の附則に定められているが、定めがない場合は公布の日から起算して20日を経過した日から施行される（法の適用に関する通則法2条）。
公布・施行が同一日になされる場合は、官報が、独立行政法人国立印刷局官報課または東京都官報販売所（一般の希望者が官報を閲覧・購入しようとすればなしえた最初の場所）に到達した時点で公布があったとされる（判例）。

### 日本の法律に関する個別の記事
憲法・主な法律の条文は、e-Gov法令検索で、参照できる。
日本国憲法施行後に制定されたすべての法律（制定済みの法律を改正するための法律を含む。）は、衆議院のウェブサイトで、参照できる。

## 英国における立法過程
イギリス議会は貴族院と庶民院の両院で構成され、法律は原則として両院で可決されたのち国王の裁可を経て成立する。
ただし、1911年及び1949年の国会法により、庶民院議長が金銭法案（Money Bill）であると判断した法案については、庶民院の通過後から会期終了の1ヶ月前までに貴族院に送付されれば、貴族院が可決しなくても国王裁可を経て法案は成立する。また、その他の一般法案（Public Bill）についても、貴族院は庶民院議員の任期延長に関する法案でない限り、庶民院の通過後1年間に限り法律の成立を遅らせることができるにすぎない。
実際には、庶民院と貴族院の議決が異なる場合、国会法による手続ではなく両者の協議によって解決されることが慣例となっている。